# Flavius Castinus
Flavius Castinus (ca. 390 – ca 425) was een inloedrijke Romeinse generaal en politicus aan het hof van keizer Honorius en Valentinianus III. Hij speelde een rol in verschillende militaire campagnes in Gallia en Hispania. 

## Geschiedenis

### Vroege geschiedenis
Castinus had de rang van comes domesticorum, aanvoerder van een elite-eenheid in het Romeinse leger onder Constantius III. Van hem is opgetekend dat hij campagne voerde tegen de Franken, mogelijk als generaal.  Zeker is dat hij in 421 over die rang beschikte.

### Vandaalse campagne in Spanje
In 422 kreeg Castinus opdracht van keizer Honorius om samen met Bonifatius een einde te maken aan de bedreiging die de Vandalen vormden voor de veiligheid in Hispania. Deze expeditie liep echter uit op een grote fiasco, de troepen van Bonifatius kwamen namelijk nooit aan in Spanje,  vanwege ernstige rivaliteit tussen de twee commandanten. Bovendien onthield Theoderik I, die mee op campagne was, hem de steun van de Visigotische hulptroepen op een cruciaal moment in de strijd.  Castinus leed vervolgens een zware nederlaag in Baetica. Volgens historici zou Galla Placidia, de invloedrijke zuster van de keizer, hem als een gevaar voor haar positie hebben beschouwd en Bonifatius, en wellicht ook Theoderik, opgezet hebben hem uit de macht proberen te halen.

### Opvolging van Honorius
Castinus keerde na de nederlaag tegen de Vandalen terug naar Ravenna. Ondanks zijn verlies lijkt het erop dat hij zijn goede reputatie had behouden, want hij behield zijn positie als generaal. Hij maakt zelfs promotie, omdat hij in 422 tot opvolger van generaal Asterius, de opperbevelhebber, werd benoemd. Bovendien werd zijn tegenstreefster aan het hof Gallia Placida door haar broer uit Ravenna verbannen, zij vluchtte naar Constantinopel. 
Als keizer Honorius, kinderloos sterft in augustus 423, is zijn neef Theodosius II op dat moment alleen heerser van het Romeinse Rijk. Hoogstwaarschijnlijk bereikt Theodosius een overeenkomst met Castinus, waar Castinus zou optreden als zijn vice-regent in het Westen, want Castinus wordt tot consuls voor het volgende jaar benoemd. Desalniettemin verbrak Castinus deze overeenkomst toen hij drie maanden later evenals Aetius de usurpator Iohannes, een hoge hoffunctionaris (primicerius notariorum), steunde nadat die zichzelf tot keizer van het West-Romeinse Rijk had uitgeroepen. 
In 425 brak tussen het westelijke en oostelijke deel een burgeroorlog die eindige met de dood van Johannes in juni of juli. Castinus werd uit zijn functie gezet en zou in ballingschap zijn gegaan. Het is echter niet geheel onmogelijk dat hij zijn diensten aan keizer Valentinianus III zou hebben aangeboden.
Verder is bekend dat Castinus een opponent was van Bonifatius, een vertrouweling van Galla Placidia. Het is onbekend wanneer Castinus is gestorven.